# Bräunlesrain
Bräunlesrain ist ein Einzelhof der Gemeinde Obergröningen im Ostalbkreis in Baden-Württemberg.

## Beschreibung
Der Hof liegt etwa 500 Meter nordwestlich der Bebauung von Obergröningen.
Naturräumlich liegt der Hof wenig unter der Hangkante der Frickenhofer Höhe, einem Unterraum des Östlichen Albvorlands, in die Talmulde des zum Kocher laufenden Suhbachs hinab, gerade eben schon im Unterraum Sulzbacher Kochertal der Schwäbisch-Fränkischen Waldberge. Er steht auf einem langen, schmalen Streifen von Knollenmergel (Trossingen-Formation) im Untergrund.

## Geschichte
Auf der Urflurkarte von 1830 ist an der heutigen Hofstelle ein Gebäude eingezeichnet, welches jedoch unbenannt ist. Nur das Gewann hat den Namen „Bräunlenstein“.
In der Beschreibung des Oberamts Gaildorf von 1852 ist der Ort ebenfalls nicht aufgeführt.